# Teleskop (zviježđe)
Teleskop (lat. Telescopium) je manje zviježđe južne polutke koje je prvi identificirao francuski astronom Nicolas Louis de Lacaille.